# Харьковская операция (1942)
Харьковская операция 1942 года, или Вторая битва за Харьков, или Операция «Фредерикус» — одно из сражений во время Великой Отечественной войны. Наступление советских войск началось как попытка стратегического наступления, но завершилось окружением и практически полным уничтожением наступавших сил Красной армии (Операция «Фредерикус»). Из-за катастрофы под Харьковом стало возможным стремительное продвижение немцев на южном участке фронта на Воронеж и Ростов-на-Дону с последующим выходом к Волге и продвижением на Кавказ (см. Операция «Блау»).

## Военно-стратегическая ситуация

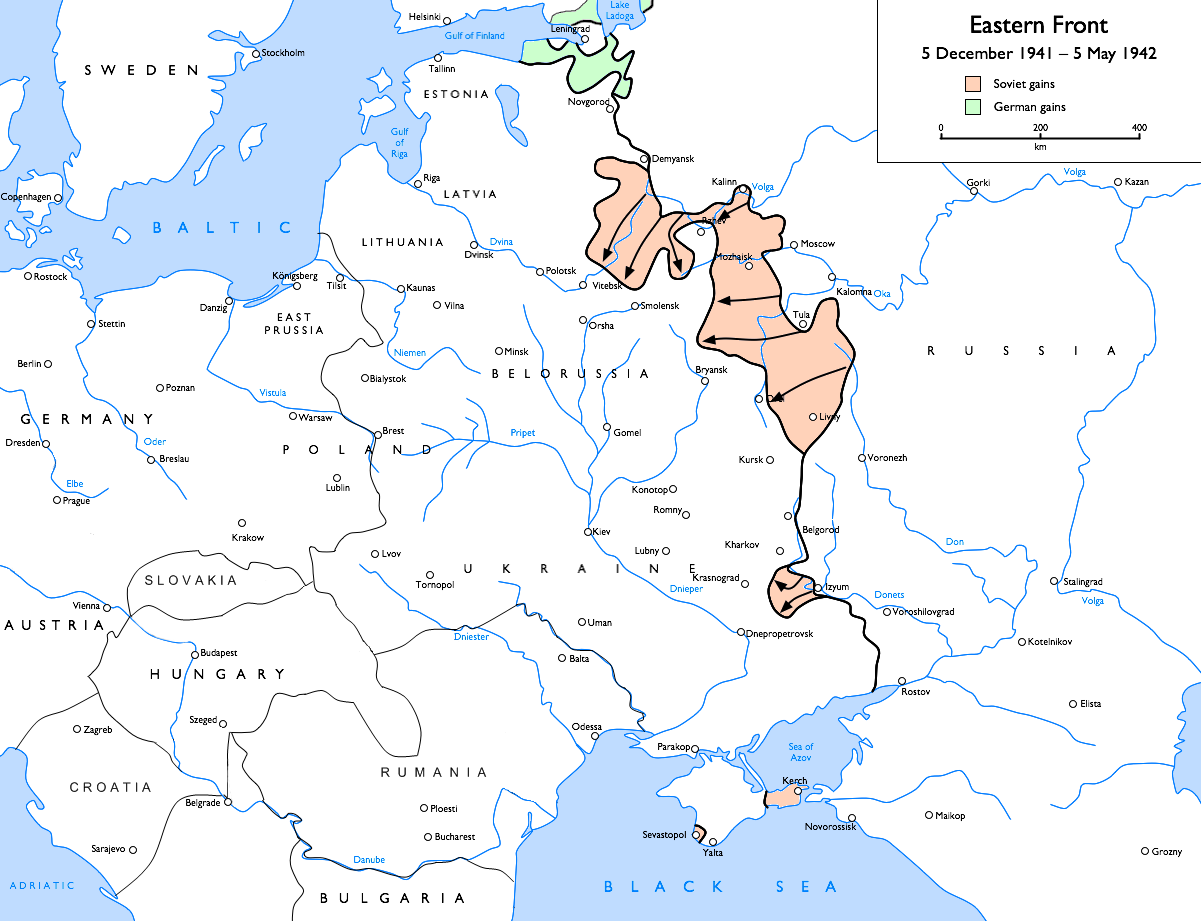
Восточный фронт в декабре 1941 — мае 1942

После успешного отражения немецкого наступления в битве за Москву Сталин решил начать наступления на всех направлениях. Военная промышленность, развёрнутая за Уралом, поставляла всё больше вооружений. Красная армия была пополнена очередным призывом. Всё это позволило не только пополнить действующие части РККА, но и создать 9 резервных армий Ставки.
Во второй половине марта 1942 года Военный совет Юго-Западного направления — главнокомандующий маршал С. К. Тимошенко, член Военного совета Н. С. Хрущёв, начальник оперативной группы направления И. Х. Баграмян — обратился к Верховному Главнокомандующему с предложением провести наступательную операцию силами Брянского, Юго-Западного и Южного фронтов с целью разгрома противостоящих группировок врага и выхода советских войск на линию Гомель, Киев, Черкассы, Первомайск, Николаев. Ставка, рассмотрев это предложение, отклонила его, так как в то время она не имела для проведения такого крупного наступления достаточного количества подготовленных резервов, чтобы усилить ими войска Юго-Западного направления. В ответ на это Военный совет высказал пожелание пересмотреть представленный план с целью некоторого сокращения размаха операции, а также заявки на дополнительные силы и средства. Но и переработанный план, представленный ставке через несколько дней, был отклонен ею по тем же соображениям. Тогда командование Юго-Западного направления представило план более узкой операции в районе Харькова, которую предлагало провести силами только самого направления и в успешном осуществлении которой оно не сомневалось. Ставка согласилась с этим настойчивым предложением.
В приказе Верховного Главнокомандующего от 1 мая 1942 года говорилось:

Приказываю всей Красной Армии добиться того, чтобы 1942 год стал годом окончательного разгрома немецко-фашистских войск и освобождения советской земли от гитлеровских мерзавцев.

Одной из таких наступательных операций и была харьковская. В случае успеха, наступление под Харьковом позволило бы отсечь группу армий «Юг», прижать её к Азовскому морю и уничтожить.

### Барвенковский плацдарм
В январе — марте 1942 войска Юго-Западного фронта провели наступление в районе Изюма, в результате которого был создан плацдарм на западном берегу реки Северский Донец в районе Барвенково, открывавший возможность дальнейшего наступления на Харьков и Днепропетровск. Была захвачена главная база снабжения 17-й армии в Лозовой и перерезана железнодорожная линия Днепропетровск-Сталино, по которой проходило снабжение 1-й танковой армии вермахта. С началом весенней распутицы в конце марта наступление было остановлено.

## Расстановка сил
| А: подразделения, занятые к востоку от Харькова: - 13-я гвардейская стрелковая дивизия - 34-й гвардейский стрелковый полк - 39-й гвардейский стрелковый полк - 42-й гвардейский стрелковый полк - 32-й гвардейский артиллерийский полк - 8-й сапёрный батальон - 4-й противотанковый дивизион - 14-й разведывательная рота - 139-й батальон связи - 12-я рота химической защиты - 11-я автотранспортная рота - 17-й полевая хлебопекарня - 15-й медицинский батальон - 2-й ветеринарный госпиталь - 293-я стрелковая дивизия - 1032-й стрелковый полк - 1034-й стрелковый полк - 1036-й стрелковый полк - 817-й артиллерийский полк - 38-я стрелковая дивизия - 29-й стрелковый полк - 48-й стрелковый полк - 343-й стрелковый полк - 214-й артиллерийский полк - 76-я горнострелковая дивизия - 93-й стрелковый полк - 207-й стрелковый полк - 216-й стрелковый полк - 81-я стрелковая дивизия - 410-й стрелковый полк - 467-й стрелковый полк - 519-й стрелковый полк - 346-й артиллерийский полк - 124-я стрелковая дивизия - 406-й стрелковый полк - 622-й стрелковый полк - 781-й стрелковый полк - 469-й артиллерийский полк - 162-я стрелковая дивизия - 501-й стрелковый полк - 627-й стрелковый полк - 720-й стрелковый полк - 605-й артиллерийский полк - 169-я стрелковая дивизия - 434-й стрелковый полк - 556-й стрелковый полк - 680-й стрелковый полк - 307-й артиллерийский полк - 175-я стрелковая дивизия - 560-й стрелковый полк - 632-й стрелковый полк - 728-й стрелковый полк - 630-й артиллерийский полк - 226-я стрелковая дивизия - 985-й стрелковый полк - 987-й стрелковый полк - 989-й стрелковый полк - 875-й артиллерийский полк - 227-я стрелковая дивизия - 777-й стрелковый полк - 789-й стрелковый полк - 794-й стрелковый полк - 711-й артиллерийский полк - 244-я стрелковая дивизия - 907-й стрелковый полк - 911-й стрелковый полк - 913-й стрелковый полк - 776-й артиллерийский полк - 301-я стрелковая дивизия - 1050-й стрелковый полк - 1052-й стрелковый полк - 1054-й стрелковый полк - 823-й артиллерийский полк - 5-я гвардейская кавалерийская дивизия - 32-й кавалерийский полк - 34-й кавалерийский полк - 60-й кавалерийский полк - 158-й кавалерийский полк - 27-й конноартиллерийский дивизион - 6-я гвардейская кавалерийская дивизия - 31-й кавалерийский полк - 76-й кавалерийский полк - 92-й кавалерийский полк - 129-й кавалерийский полк - 32-я кавалерийская дивизия - 86-й кавалерийский полк - 121-й кавалерийский полк - 197-й кавалерийский полк - 34-я мотострелковая бригада - 6-я гвардейская танковая бригада - 10-я танковая бригада - 13-я танковая бригада - 26-я танковая бригада - Отряд/57-я танковая бригада - 58-я танковая бригада - 84-я танковая бригада - 90-я танковая бригада - 133-я танковая бригада | B: Части, занятые южнее Харькова: - 41-я стрелковая дивизия - 102-й стрелковый полк - 139-й стрелковый полк - 244-й стрелковый полк - 132-й артиллерийский полк - 47-я стрелковая дивизия - 148-й стрелковый полк - 334-й стрелковый полк - 353-й стрелковый полк - 206-й артиллерийский полк - 103-я стрелковая дивизия - 393-й стрелковый полк - 583-й стрелковый полк - 688-й стрелковый полк - 271-й артиллерийский полк - 248-я стрелковая дивизия - 899-й стрелковый полк - 902-й стрелковый полк - 905-й стрелковый полк - 771-й артиллерийский полк - 253-я стрелковая дивизия - 979-й стрелковый полк - 981-й стрелковый полк - 983-й стрелковый полк - 808-й артиллерийский полк - 266-я стрелковая дивизия - 1000-й стрелковый полк - 1006-й стрелковый полк - 1008-й стрелковый полк - 832-й артиллерийский полк - 393-я стрелковая дивизия - 697-й стрелковый полк - 699-й стрелковый полк - 704-й стрелковый полк - 967-й артиллерийский полк - 411-я стрелковая дивизия - 678-й стрелковый полк - 686-й стрелковый полк - 689-й стрелковый полк - 965-й артиллерийский полк - 26-я кавалерийская дивизия - 123-й кавалерийский полк - 125-й кавалерийский полк - 130-й кавалерийский полк - 28-я кавалерийская дивизия - 132-й кавалерийский полк - 134-й кавалерийский полк - 137-й кавалерийский полк - 49-я кавалерийская дивизия - 63-й кавалерийский полк - 66-й кавалерийский полк - 69-й кавалерийский полк - 23-я мотострелковая бригада - 5-я гвардейская танковая бригада - 7-я танковая бригада - 36-я танковая бригада - 37-я танковая бригада - 38-я танковая бригада - 48-я танковая бригада - 64-я танковая бригада - 67-й (?) танковая бригада - 130-я танковая бригада - 131-я танковая бригада - 197-я танковая бригада - 198-я танковая бригада - 199-я танковая бригада |

| C: Части, кроме B. выше, которые были взяты в котёл: - Отряд/304-я стрелковая дивизия - Отряд/333-я стрелковая дивизия - Отряд/339-й ? стрелковая дивизия - Отряд/349-я стрелковая дивизия - Отряд/106-я стрелковая дивизия - 14-я гвардейская стрелковая дивизия - 36-й гвардейский стрелковый полк - 38-й гвардейский стрелковый полк - 41-й гвардейский стрелковый полк - 33-й гвардейский артиллерийский полк - 99-я стрелковая дивизия - 1-й стрелковый полк - 197-й стрелковый полк - 206-й стрелковый полк - 22-й артиллерийский полк - 150-я стрелковая дивизия - 469-й стрелковый полк - 674-й стрелковый полк - 756-й стрелковый полк - 328-й артиллерийский полк - 216-я стрелковая дивизия - 589-й стрелковый полк - 647-й стрелковый полк - 665-й стрелковый полк - 656-й артиллерийский полк - 270-я стрелковая дивизия - 973-й стрелковый полк - 975-й стрелковый полк - 977-й стрелковый полк - 810-й артиллерийский полк - 317-я стрелковая дивизия - 571-й стрелковый полк - 606-й стрелковый полк - 761-й стрелковый полк - 773-й артиллерийский полк - 337-я стрелковая дивизия - 1127-й стрелковый полк - 1129-й стрелковый полк - 1131-й стрелковый полк - 899-й артиллерийский полк - 341-я стрелковая дивизия - 1139-й стрелковый полк - 1141-й стрелковый полк - 1143-й стрелковый полк - 901-й артиллерийский полк - 351-я стрелковая дивизия - 1157-й стрелковый полк - 1159-й стрелковый полк - 1161-й стрелковый полк - 904-й артиллерийский полк - 38-я кавалерийская дивизия - 146-й кавалерийский полк - 148-й кавалерийский полк - 150-й кавалерийский полк - 62-я кавалерийская дивизия - 181-й кавалерийский полк - 183-й кавалерийский полк - 185-й кавалерийский полк - 64-я кавалерийская дивизия - 182-й кавалерийский полк - 184-й кавалерийский полк - 186-й кавалерийский полк - 70-я кавалерийская дивизия - 189-й кавалерийский полк - 192-й кавалерийский полк - 196-й кавалерийский полк - 6-я танковая бригада - 121-я танковая бригада | D: Части, занятые к востоку от котла: - Отряд/333-я стрелковая дивизия - Отряд/335-я стрелковая дивизия - Отряд/349-я стрелковая дивизия - Отряд/106-я стрелковая дивизия - 51-я стрелковая дивизия - 23-й стрелковый полк - 287-й стрелковый полк - 348-й стрелковый полк - 300-й артиллерийский полк - 242-я стрелковая дивизия - 897-й стрелковый полк - 900-й стрелковый полк - 903-й стрелковый полк - 679-й артиллерийский полк - 296-я стрелковая дивизия - 962-й стрелковый полк - 964-й стрелковый полк - 966-й стрелковый полк - 813-й артиллерийский полк - 343-я стрелковая дивизия - 1151-й стрелковый полк - 1153-й стрелковый полк - 1155-й стрелковый полк - 903-й артиллерийский полк - 30-я кавалерийская дивизия - 127-й кавалерийский полк - 133-й кавалерийский полк - 138-й кавалерийский полк - 34-я кавалерийская дивизия - 139-й кавалерийский полк - 142-й кавалерийский полк - 144-й кавалерийский полк - 60-я кавалерийская дивизия - 175-й кавалерийский полк - 177-й кавалерийский полк - 178-й кавалерийский полк - 3-я танковая бригада - 15-я танковая бригада - 114-я танковая бригада - 479-й ? танковая бригада - Отряд/37-я танковая бригада - Отряд/38-я танковая бригада - Отряд/64-я танковая бригада - Отряд/57-я танковая бригада |

E: Общее количество подразделений, участвовавших в битве за котёл:
- 26 стрелковых дивизий
- 10 кавалерийских дивизий
- 18—19 танковых бригад

F: Всего частей, участвовавших в битве под Харьковом:
- 39 стрелковых дивизий
- 13 кавалерийских дивизий
- 27—28 танковых бригад[7]

10 апреля 1942 года командующий Юго-Западного направления маршал Тимошенко представил в Ставку план Харьково-Барвенковской операции.
По замыслу операции, с Барвенковского выступа (плацдарма) наступали:
- 6-я армия (командующий генерал-лейтенант А. М. Городнянский) — на Харьков,
- армейская группа генерал-майора Л. В. Бобкина ― на Красноград.

Прикрывали 6-ю армию у южного фаса Барвенковского выступа:
- 57-я армия (командующий генерал-лейтенант К. П. Подлас),
- 9-я армия (командующий генерал-лейтенант Ф. М. Харитонов)[8].

Со Старосалтовского плацдарма удар наносили:
- 28-я армия (командующий генерал-лейтенант Д. И. Рябышев),
- часть 21-й армии (командующий генерал-майор В. Н. Гордов),
- часть 38-й армии (командующий генерал-майор К. С. Москаленко)[8].

В операции принимали участие войска Брянского, Юго-Западного и Южного фронтов. Юго-Западный фронт имел в своём составе четыре общевойсковые армии (6-ю, 21-ю, 28-ю и 38-ю) и 5 танковых корпусов, 3 из которых ещё не участвовали в боях, а также 13 отдельных танковых бригад. Брянский фронт включал пять общевойсковых армий — 3-ю, 13-ю, 48-ю, 40-ю и 61-ю (всего 29 стрелковых, 7 кавалерийских дивизий (6 КК (26 кд, 28 кд, 49 кд, 106 кд), 5КК (60 кд, 34 кд, 30 кд)), 11 стрелковых бригад); 2 танковых корпуса и 9 отдельных танковых бригад. На момент начала майского наступления силы Красной армии на харьковском участке составляли 640 тысяч солдат и офицеров и 1200 танков.
Руководство с советской стороны осуществляли: командующий войсками Юго-Западного направления и одновременно командующий Юго-Западным фронтом Mаршал Советского Союза С. К. Тимошенко, командующий Брянским фронтом генерал-лейтенант Ф. И. Голиков и командующий Южным фронтом генерал-лейтенант Р. Я. Малиновский.
С немецкой стороны им противостояли силы группы армий «Юг», в составе: 6-я армия (Паулюс), 17-я армия (Гот) и 1-я танковая армия (Клейст) под общим командованием фельдмаршала Бока.

## Майское наступление Красной армии
Командование вермахта планировало ликвидировать Барвенковский плацдарм, начав наступление 18 мая.
Однако Красная армия начала наступать раньше, 12 мая, одновременным ударом по немецким войскам на севере с Салтовского плацдарма (рубежа Белгород-Волчанск-Салтов), а на юге — с Барвенковского плацдарма (северной части выступа линии фронта, проходившего в районе Лозовенька и Балаклея). Общей задачей наступающих советских войск было окружение 6-й армии вермахта (командующий Фридрих Паулюс) в районе Харькова. Вначале удача сопутствовала Красной армии. К 17 мая ей удалось потеснить части 6-й армии немцев и почти вплотную подойти к Харькову.
Южнее Харькова, продвигаясь по обоим берегам реки Северский Донец, советские 6-я (командующий — генерал-лейтенант А. М. Городнянский), 57-я (командующий — генерал-лейтенант К. П. Подлас) и 9-я армии (генерал-майор Ф. М. Харитонов) прорвали немецкую оборону, выйдя к Чугуеву и Мерефе, где завязались упорные бои .
Ранним утром после часовой артподготовки 12 мая 1942 года РККА начала наступление на вермахт и на севере из Волчанска—Салтова (с Салтовского плацдарма на правобережье С. Донца). Пространство между Большой Бабкой-Непокрытой-Перемогой-Терновой стало местом ожесточённых боёв.
Местность перед селом Непокрытое, превращённым немцами в главный опорный пункт, стала местом кровопролитных боёв. Непокрытое было узловой точкой немецкой обороны в марте-мае 1942 года вдоль реки Большая Бабка; в нём располагался штаб 294-й Саксонской пехотной дивизии вермахта.
В 7:30 утра 12 мая 1942 года 226-я стрелковая дивизия (генерал-майор А. В. Горбатов) 38-й армии атаковала Непокрытое из района Фёдоровка-Октябрьское при поддержке танков 36-й танковой бригады, трёх дивизионов гвардейских миномётов, 648-го артполка РГК и 516-го инженерного батальона — и прорвала оборону противника. В 10:20 два батальона 987-го сп вышли на северо-восточную окраину села Непокрытое и до 12:00 оттеснили противника к центру села. 989-й стрелковый полк к 11:00 вышел на юго-восточную окраину села. К 14:00 село было полностью очищено от врага. В этом бою 226-я дивизия потеряла до пятисот человек убитыми и ранеными; 36-я танковая бригада потеряла 16 танков.
В первый день советского наступления на Харьковском направлении, 12 мая, танковый батальон капитана Михаила Шестакова с ходу форсировал реку Большая Бабка, захватил два узла вражеского сопротивления у села Непокрытое Волчанского района Харьковской области Украинской ССР и взял много пленных.
При отражении контратаки противника огнём из танка капитан М. Д. Шестаков уничтожил четыре немецких артиллерийских орудия с расчётами. Погиб в этом бою.
На северном фланге операции советские войска силами 28-й армии генерал-лейтенанта Д. И. Рябышева (6 стрелковых и кавалерийских дивизий, 3 танковые и 2 механизированные бригады) в районе Волчанска создали прорыв глубиной 65 км и значительно продвинулись в районе Белгорода.
К исходу 16 мая стрелковые соединения обеих ударных группировок РККА продвинулись на 20—35 км и вели бои на рубежах, овладение которыми планировалось на 3-й день операции. Подвижные войска вместо предусмотренного планом операции глубокого вклинения в глубину обороны противника находились ещё в прифронтовой полосе и на северном участке втягивались в оборонительные бои, а на южном готовились к вводу в прорыв. Во время боёв 12—16 мая основная идея наступательной операции Юго-Западного фронта — уничтожение харьковской группировки противника путём охвата её главными силами северной и южной группировок — проводилась непоследовательно и недостаточно энергично. Наступление Юго-Западного фронта по-прежнему проводилось изолированно от Южного фронта (на илл.).

## Контрнаступление немцев

Развитие событий с 25 мая по 15 июня 1942

План контрудара немцев состоял в том, чтобы, обороняясь ограниченными силами на ростовском и ворошиловградском направлениях, нанести два удара по сходящимся направлениям на южной стороне барвенковского плацдарма. Один удар намечался с севера силами 6-й армии Паулюса из района Андреевки на Барвенково и второй — силами 1-й танковой армии Клейста и 17-й армии Гота с юга из района Славянска в направлении Долгенького с последующим развитием наступления обеих группировок в направлении на Изюм. Этими ударами немецкое командование рассчитывало рассечь оборону 9-й армии, окружить и уничтожить части этой армии восточнее Барвенкова. В дальнейшем предполагалось выйти к реке Северский Донец, форсировать её на участке Изюм—Петровское и, развивая наступление в направлении на Балаклею, соединиться с частями 6-й армии, оборонявшими Чугуевский выступ, и завершить окружение всей барвенковской группировки войск Юго-Западного направления. План получил кодовое название «операция Fridericus».
17 мая 1-я танковая армия вермахта Клейста нанесла удар в тыл наступающим частям Красной армии. Частям Клейста уже в первый день наступления удалось прорвать оборону 9-й армии Южного фронта и к 23 мая отрезать советским войскам пути отхода на восток. С. К. Тимошенко доложил о произошедшем в Москву, прося подкреплений. Только что вступивший в должность начальника Генерального штаба А. М. Василевский предложил отвести войска с барвенковского выступа, однако Сталин разрешения на отступление не дал.
Уже к 18 мая ситуация резко ухудшилась. Начальник Генштаба А. М. Василевский ещё раз предложил прекратить наступление и вывести 6-ю, 9-ю, 57-ю армии и армейскую группу генерала Л. В. Бобкина с барвенковского выступа. Однако   Тимошенко доложил, что угроза со стороны южной группировки вермахта преувеличена, и  Сталин вновь отказался дать приказ на отвод войск.  Баграмян вспоминал:

В таком же плане маршал С. К. Тимошенко в разговоре в первой половине дня 18 мая информировал по телефону Верховного Главнокомандующего, заверив его в том, что нет никакой необходимости отвлекать основные силы 6-й армии и группы генерала Бобкина для отражения удара Клейста. Узнав об этом докладе главкома И. В. Сталину, я немедленно обратился за помощью к члену Военного совета. Мне тогда казалось, что Н. С. Хрущеву удастся убедить Верховного Главнокомандующего отменить ошибочное решение, принятое главкомом направления.
Однако Сталин, видимо учтя личные заверения С. К. Тимошенко в том, что и без привлечения основных сил 6-й армии и группы Бобкина он ликвидирует угрозу, создавшуюся в районе Барвенкова, отклонил сделанное предложение.
Хорошо помню, что в этот тревожный для войск Юго-Западного направления день исполняющий обязанности начальника Генерального штаба генерал-полковник А. М. Василевский дважды звонил мне. Проявляя большое беспокойство, он с нескрываемой тревогой и волнением выяснял, каковы наши возможности для отражения наступления Клейста. Я доложил Александру Михайловичу, что мы вблизи от Барвенкова не располагаем необходимыми резервами, чтобы вводом их в действие остановить продвижение ударной группировки противника. Позднее нам стало известно, что генерал А. М. Василевский дважды вносил в Ставку предложение о немедленном прекращении наступления на Харьков и привлечении всех сил объединений генералов А. М. Городнянского, Л. В. Бобкина и К. П. Подласа для ликвидации нараставшей опасности.

По воспоминаниям Василевского:

С утра 18 мая обстановка для наших войск на Барвенковском выступе продолжала резко ухудшаться, о чём я прежде всего доложил Верховному. Часов в 18 или 19 того же дня мне позвонил член военного совета Юго-Западного направления Н. С. Хрущев. Он кратко проинформировал меня об обстановке на Барвенковском выступе, сообщил, что И. В. Сталин отклонил их предложения о немедленном прекращении наступления, и попросил меня ещё раз доложить Верховному об этой их просьбе. Я ответил, что уже не однажды пытался убедить Верховного в этом и что, ссылаясь как раз на противоположные донесения военного совета Юго-Западного направления, Сталин отклонил мои предложения. Поэтому я порекомендовал Н. С. Хрущеву, как члену Политбюро ЦК, обратиться непосредственно к Верховному. Вскоре Хрущев сообщил мне, что разговор с Верховным через Г. М. Маленкова состоялся, что тот подтвердил распоряжение о продолжении наступления.

В результате к 23 мая значительная часть войск ударной группировки Красной армии оказалась в окружении в треугольнике Мерефа-Лозовая-Балаклея (на илл.).

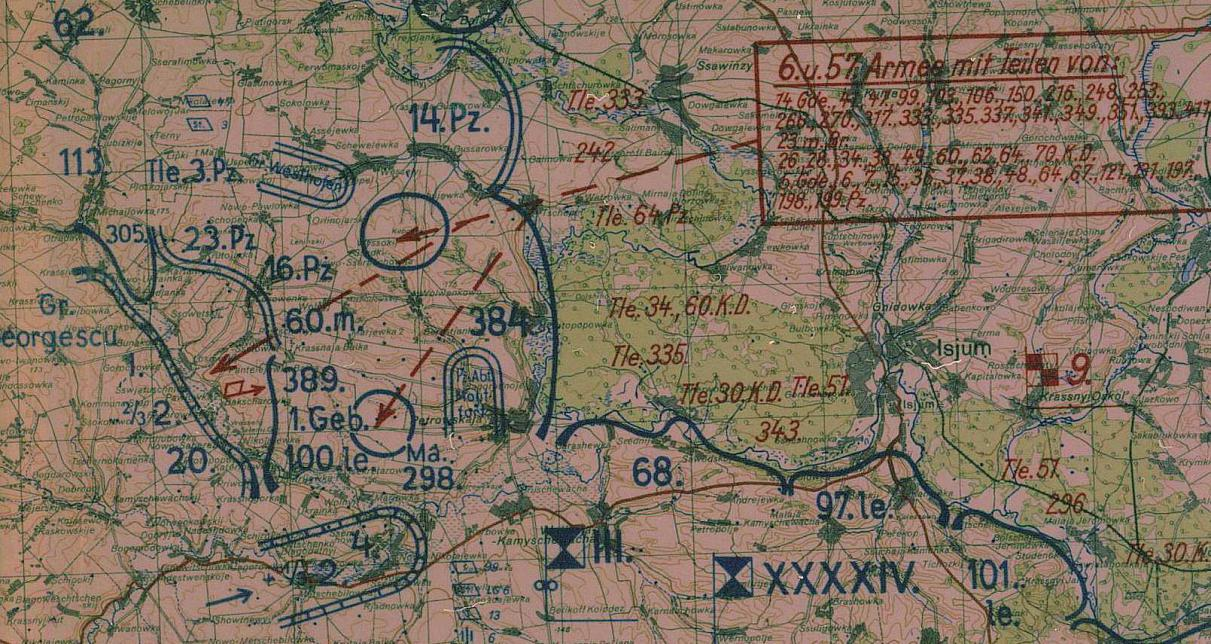
Операция «Fridericus» по состоянию на 26 мая 1942 (фрагмент немецкой карты)

### Барвенковская западня
С 25 мая начались отчаянные попытки попавших в окружение частей Красной армии вырваться из окружения. Командующий 1-й горно-пехотной дивизией Вермахта (входила в 49-й горный армейский корпус 17-й армии) генерал Х. Ланц в своём отчёте по итогам боев писал:
Десятки тысяч русских, с танками, орудиями и транспортными средствами всех типов, подгоняемые комиссарами, в течение двух ночей непрерывно волнами шли на штурм обороны дивизии. В ожесточённой борьбе, применяя все вооружение в максимальном темпе стрельбы, с ближними боями, егерским полкам удалось не допустить катастрофы. 
Примерно также охарактеризована ситуация и в журнале боевых действий 1-й ТА: 
1-я горная дивизия ночью была атакована густыми массами русских сил, которые местами смогли прорвать дивизионный фронт и, несмотря на сильный огонь, просочиться через неплотную линию обороны.

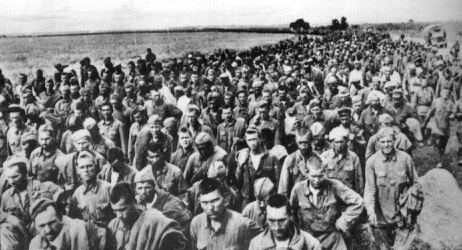
Пленные красноармейцы. Район Харькова, май 1942 года

26 мая окружённые части Красной армии оказались заперты на небольшом пространстве в районе западней села Лозовенька. Попытки прорвать окружение с востока блокировались упорной обороной немцев при активной поддержке авиации.
Остатки частей 6-й и 57-й армий, при поддержке сводной танковой группы генерал-майора Кузьмина, состоявшей из остатков 5-й гвардейской, 7-й, 37-й, 38-й и 43-й танковых бригад, а также остатков 21-го и 23-го танковых корпусов, с огромными потерями сумели прорваться к своим в районе села Чепель.
28 мая последовал приказ маршала С. К. Тимошенко о прекращении наступательной операции, но усилия по выходу из окружения попавших в него частей Красной армии продолжались вплоть до 31 мая.
Потери РККА
Несмотря на все усилия советских войск, вырваться из «барвенковской западни» удалось не более десятой части окружённых. Советские потери составили 270 тысяч человек, из них 171 тысяч — безвозвратно. По немецким данным (в опубликовавшем документ источнике отмечено, что эти данные представляются сильно завышенными), ими было захвачено 352 355  пленных, захвачено и уничтожено 1320 танков, 2648 орудий всех типов, 557 самолётов.

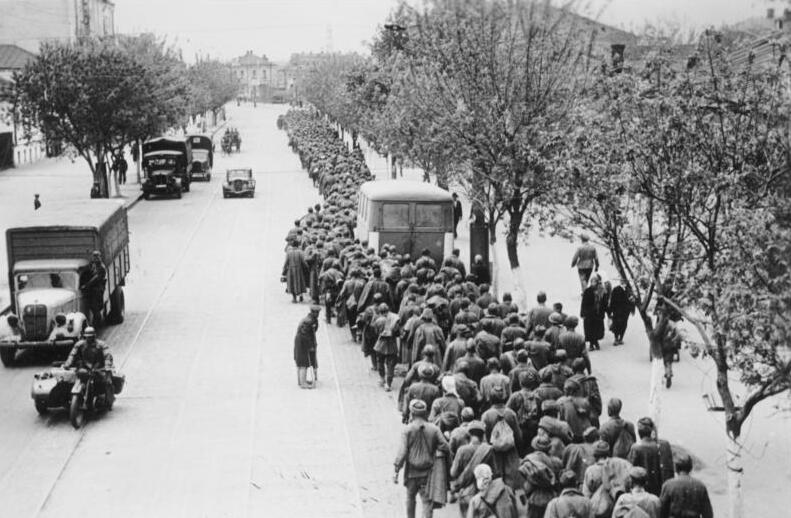
Колонна советских военнопленных идет по Харькову без сопровождения

В окружении погибли или пропали без вести: заместитель командующего Юго-Западным фронтом генерал-лейтенант Ф. Я. Костенко, командующий 6-й армией генерал-лейтенант А. М. Городнянский, командующий 57-й армией генерал-лейтенант К. П. Подлас, командующий армейской группой генерал-майор Л. В. Бобкин и ряд генералов, командовавших попавшими в окружение дивизиями.
После поражения не последовало никаких репрессивных мер в отношении руководства Юго-Западного направления, руководства фронтами и армиями. Единственным пострадавшим оказался И. Х. Баграмян, который по прямому указанию Сталина был снят с должностей начальника штаба Главного командования войск Юго-Западного направления и Юго-Западного фронта, после чего назначен с понижением начальником штаба 28-й армии. В отношении остальных руководителей фронта Сталин в том же документе ограничился указанием на то, что допущенная ими «катастрофа по своим пагубным последствиям равносильна катастрофе с Ренненкампфом и Самсоновым в Восточной Пруссии» и что «если бы мы сообщили стране во всей полноте о той катастрофе — с потерей 18—20 дивизий, которую пережил фронт и продолжает ещё переживать, то я боюсь, что с Вами поступили бы очень круто».
Командующий бронетанковыми войсками фронта генерал-лейтенант танковых войск В. С. Тамручи был отстранён от командования, направлен в академию, через год арестован, семь лет находился в заключении, где в 1950 году умер.

## Последствия

### Стратегические
В результате окружения и последующего уничтожения крупных сил Красной армии под Харьковом вся оборона советских войск в полосе Южного и Юго-Западного фронтов была кардинально ослаблена. Пользуясь этим, немецкое командование начало успешно развивать заранее намеченное стратегическое наступление по двум направлениям — на Кавказ и на Волгу («Вариант Блау»).

### Дипломатические
На фоне катастрофических поражений РККА под Харьковом и в Крыму, Сталин решил отказаться от своих территориальных притязаний: 25 мая глава МИД В. М. Молотов, находившийся с визитом в Лондоне, получил телеграмму, предписывающую отказаться от требования признания границ СССР на 22 июня 1941. Одновременно в советской прессе была развернута кампания, обвиняющая союзников в задержке с открытием «второго фронта» в Европе.

## Комментарии
1. ↑  

1 января 1942 года состоялось расширенное заседание Ставки ВГК – высшего командного органа СССР. На заседании присутствовали: начальник генштаба Б. М. Шапошников и его заместитель А. М. Василевский, члены ГКО Г. М. Маленков и Л. П. Берия, а также член ГКО Н. А. Вознесенский, отвечавший за планы по производству вооружений.

Обсуждался вопрос стратегических планов на 1942 год. Основной доклад делал Шапошников. Предлагалось начать наступление на всех участках фронта – северном, центральном и южном – с целью добиться решительной победы уже в 1942 году. В обсуждении выступили Г. К. Жуков и Н. А. Вознесенский. Вознесенский сообщил, что материальных ресурсов СССР не хватит для реализации столь масштабного плана. Жуков считал, что следует не распылять ресурсы по всем направлениям, а сконцентрировать их на центральном участке фронта, как наиболее важном. Итог обсуждению подвел Сталин, указавший, что нужно не ссылаться на трудности, а искать пути их преодоления. План всеобщего наступления был утверждён; соответствующие приказы были разосланы командующим фронтами[5]:297,298.
2. ↑  По некоторым данным, раненный Городнянский застрелился[19]
3. ↑  7—15 мая 1942 года состоялась операция 11-й армии вермахта против Крымского фронта РККА (Операция «Охота на дроф»). Операция закончилась поражением Крымского фронта и его последующей ликвидацией.
4. ↑  С самого начала переговоров о военном сотрудничестве с союзниками в сентябре 1941 года, Сталин требовал признания границ СССР, достигнутых в 1939 году в результате Договора о дружбе и границе с нацистской Германией[24].